# 江基夫齊 (傑拉日尼亞區)
49°12′19″N 27°20′32″E / 49.20528°N 27.34222°E
江基夫齊（烏克蘭語：Зяньківці）是位於烏克蘭西部的村莊，由赫梅利尼茨基州裡赫梅利尼茨基區的德拉日尼亞市鎮負責管轄。該村始建於1493年，面積2.87平方公里，海拔高度341米，2001年人口786，人口密度每平方公里273.7人。